# Хараламов-Райман, Ингрид
И́нгрид Харала́мов-Ра́йман (нем. Ingrid Haralamow-Raimann; 29 июля 1966) — швейцарская гребчиха-байдарочница, выступала за сборную Швейцарии на всём протяжении 1990-х годов. Серебряная призёрша летних Олимпийских игр в Атланте, бронзовая призёрша чемпионата Европы, победительница многих регат национального и международного значения.

## Биография
Родилась 29 июля 1966 года. Благодаря череде удачных выступлений удостоилась права защищать честь страны на летних Олимпийских играх 1992 года в Барселоне — стартовала в одиночках на дистанции 500 метров, но сумела дойти лишь до стадии полуфиналов, где финишировала шестой.
Первого серьёзного успеха на взрослом международном уровне добилась в 1996 году, когда попала в основной состав швейцарской национальной сборной и прошла квалификацию на Олимпийские игры в Атланте. Стартовала здесь во всех трёх женских полукилометровых дисциплинах: в зачёте одиночных байдарок показала в решающем заезде восьмой результат, в двойках с Даниэлой Баумер добралась только до полуфинала и стала там пятой, тогда как в четвёрках вместе с Баумер, Габи Мюллер и Сабиной Айхенбергер завоевала серебряную медаль, проиграв лишь экипажу из Германии.
После сиднейской Олимипиды Хараламов-Райман ещё в течение некоторого времени оставалась в основном составе гребной команды Швейцарии и продолжала принимать участие в крупнейших международных регатах. Так, в 1997 году она побывала на возобновлённом чемпионате Европы в болгарском Пловдиве, откуда привезла награду бронзового достоинства, выигранную в одиночных байдарках на дистанции 200 метров — в финале её обошли итальянка Йозефа Идем и австрийка Урсула Профантер. Вскоре по окончании этих соревнований приняла решение завершить карьеру профессиональной спортсменки, уступив место в сборной молодым швейцарским гребчихам.